# Datone Jones
Datone Wayne Jones (Los Angeles, 24 luglio 1990) è un giocatore di football americano statunitense che gioca nel ruolo di defensive end per i Las Vegas Raiders della National Football League (NFL). Fu scelto nel corso del primo giro (26º assoluto) del Draft NFL 2013 dai Green Bay Packers. Al college giocò a football a UCLA.

## Carriera

### Green Bay Packers
Il 25 aprile 2013, Jones fu scelto come 26º assoluto nel Draft 2013 dai Green Bay Packers. Il 24 luglio firmò un contratto quadriennale con la franchigia. Debuttò come professionista nella settimana 1 contro i San Francisco 49ers. Il suo primo sack lo mise a segno nel Monday Night Football della settimana 9 contro i Chicago Bears e altri due la settimana successiva contro i Philadelphia Eagles. La sua stagione da rookie si concluse con 10 tackle e 3,5 sack in 16 presenze, nessuna delle quali come titolare.
Il primo sack del 2014, Jones lo fece registrare nella vittoria della settimana 4 al Soldier Field di Chicago.
Il 2 luglio 2015, Jones fu sospeso per la prima partita della stagione per essere risultato positivo ai test antidoping.

### Minnesota Vikings
Divenuto free agent nel 2017 dopo che i Packers avevano declinato la facoltà di esercitare l'opzione per il quinto anno del contratto da rookie, il 14 marzo firmò con i Vikings un contratto annuale da 3,75 milioni (con la possibilità di arrivare tramite bonus sino a 5).

## Statistiche
| Partite totali      | 59 |
| Partite da titolare | 7  |
| Tackle totali       | 73 |
| Sack                | 9  |
| Intercetti          | 1  |

Statistiche aggiornate alla stagione 2016